# أنطوني غيلبرت
أنطوني غيلبرت (بالإنجليزية: Anthony Gilbert)‏ هو معلم موسيقى وملحن بريطاني، ولد في 26 يوليو 1934 في لندن في المملكة المتحدة.

## وصلات خارجية
- أنطوني غيلبرت على موقع ميوزك برينز (الإنجليزية)
- أنطوني غيلبرت على موقع ديسكوغز (الإنجليزية)